# Илль (приток Рейна)
Илль (нем. Ill) — правый приток Рейна, Австрия.
Протекает в федеральной земле Форарльберг, правый приток Рейна. Длина реки составляет 72 км. На реке построено несколько дамб с гидроэлектростанциями.
Притоки Илля — реки Замина и Альфенц.

## Название
Название реки происходит от кельтского слова ilara, что значит «торопливая». Первое письменное упоминание относится к 1377 году.

## География
Река Илль берёт начало в горном массиве Сильвретта. Реку питают стоки трёх альпийских ледников. Илль течёт на север и впадает в Рейн близ местечка Оберрит.